# Steirodon dentiferoides
Steirodon dentiferoides är en insektsart som beskrevs av Emsley 1970. Steirodon dentiferoides ingår i släktet Steirodon och familjen vårtbitare. Inga underarter finns listade i Catalogue of Life.